# Slammiversary
Slammiversary is een jaarlijks professioneel worstel-pay-per-view (PPV) evenement dat georganiseerd wordt door de Amerikaanse worstelorganisatie Impact Wrestling (voorheen bekend als TNA Wrestling). Het evenement wordt beschouwd als een van Impact's belangrijkste PPV evenementen, samen met Lockdown en Bound for Glory. De evenementen van Slammiversary worden normaal gehouden in juni. Het eerste Slammiversary evenement werd gehouden op 19 juni 2002 (NWA-TNA PPV).

## Geschiedenis

### King of the Mountain
Slammiversary's kenmerkende wedstrijd was de King of the Mountain (KOTM) match, een vijf man ladderwedstrijd voor het NWA World Heavyweight Championship of het TNA World Heavyweight Championship. De wedstrijd debuteerde op 2 juni 2004 in een editie van Impact's wekelijkse pay-per-views (toen bekend als NWA-TNA) in Nashville, Tennessee en ging door tot de 2010 editie van Slammiversary. Op de editie van 2015 keerde de wedstrijd terug waar de nieuwe TNA King of the Mountain Championship op het spel stond om de inaugurele kampioen te bekronen.

## Chronologie
| Evenement                             | Datum        | Stad                     | Locatie                        | Main Event |
| ------------------------------------- | ------------ | ------------------------ | ------------------------------ | --- |
| TNA 1st Anniversary Show              | 18 juni 2003 | Nashville, Tennessee     | Nashville Fairgrounds          | Jeff Jarrett & Sting vs. AJ Styles & Syxx-Pac. |
| Slammiversary 2004 (NWA-TNA PPV #103) | 23 juni 2004 | Nashville, Tennessee     | Nashville Fairgrounds          | Jeff Jarrett (c) vs. Ron Killings voor het NWA World Heavyweight Championship.                                                                                            |
| Slammiversary 2005                    | 19 juni 2005 | Orlando, Florida         | Impact Zone                    | A.J. Styles (c) vs. Abyss vs. Monty Brown vs. Raven vs. Sean Waltman in een King of the Mountain match voor het NWA World Heavyweight Championship.                       |
| Slammiversary 2006                    | 18 juni 2016 | Orlando, Florida         | Impact Zone                    | Jeff Jarrett vs. Ron Killings vs. Abyss vs. Sting vs. Christian Cage in een King of the Mountain match voor het NWA World Heavyweight Championship.                       |
| Slammiversary 2007                    | 16 juni 2007 | Nashville, Tennessee     | Nashville Municipal Auditorium | Kurt Angle vs. Samoa Joe vs. AJ Styles vs. Christian Cage vs. Chris Harris in een King of the Mountain match voor het TNA World Heavyweight Championship.                 |
| Slammiversary 2008                    | 8 juni 2008  | Southaven, Mississippi   | DeSoto Civic Center            | Samoa Joe (c) vs. Rhino vs. Booker T vs. Christian Cage vs. Robert Roode in een King of the Mountain match voor het TNA World Heavyweight Championship.                   |
| Slammiversary Seven                   | 21 juni 2009 | Auburn Hills, Michigan   | The Palace of Auburn Hills     | Mick Foley (c) vs. A.J. Styles vs. Jeff Jarrett vs. Kurt Angle vs. Samoa Joe in een King of the Mountain match voor het TNA World Heavyweight Championship.               |
| Slammiversary VIII                    | 13 juni 2010 | Orlando, Florida         | Impact Zone                    | Rob Van Dam (c) vs. Sting voor het TNA World Heavyweight Championship. |
| Slammiversary IX                      | 12 juni 2011 | Orlando, Florida         | Impact Zone                    | Kurt Angle vs. Jeff Jarrett om Number One Contender te worden voor het TNA World Heavyweight Championship en de Olympic Gold Medal van Angle.                             |
| Slammiversary 10                      | 10 juni 2012 | Arlington, Texas         | College Park Center            | Bobby Roode (c) vs. Sting voor het TNA World Heavyweight Championship. |
| Slammiversary XI                      | 2 juni 2013  | Boston, Massachusetts    | Agganis Arena                  | Bully Ray (c) vs. Sting in een No Holds Barred match voor het TNA World Heavyweight Championship.                                                                         |
| Slammiversary XII                     | 15 juni 2014 | Arlington, Texas         | College Park Center            | Eric Young (c) vs. Lashley vs. Austin Aries in een Triple Threat Steel Cage match voor het TNA World Heavyweight Championship.                                            |
| Slammiversary 2015                    | 28 juni 2015 | Orlando, Florida         | Impact Zone                    | Jeff Jarrett vs. Eric Young vs. Matt Hardy vs. Bobby Roode vs. Drew Galloway in een King of the Mountain match voor het inaugurele TNA King of the Mountain Championship. |
| Slammiversary 2016                    | 12 juni 2016 | Orlando, Florida         | Impact Zone                    | Drew Galloway (c) vs. Lashley in een submission of KO match voor het TNA World Heavyweight Championship.                                                                  |
| Slammiversary XV                      | 2 juli 2017  | Orlando, Florida         | Impact Zone                    | Impact Wrestling World Heavyweight Champion Lashley vs. GFW Global Champion Alberto El Patrón in een Title vs. Title Winner Takes All match.                              |
| Slammiversary XVI                     | 22 juli 2018 | Toronto, Ontario, Canada | Rebel Complex                  | Austin Aries (c) vs. Moose voor het Impact World Championship. |
| Slammiversary XVII                    | 7 juli 2019  | Dallas, Texas            | Gilley's Dallas                | Sami Callihan vs. Tessa Blanchard. |
| Slammiversary 2020                    | 18 juli 2020 | Nashville, Tennessee     | Skyway Studios                 | Ace Austin vs. Eddie Edwards vs. Trey vs. Eric Young vs. Rich Swann in een Fatal 5-Way elimination match voor het vacante Impact World Championship.                      |
| Slammiversary 2021                    | 17 juli 2021 | Nashville, Tennessee     | Skyway Studios                 | Kenny Omega (c) vs. Sami Callihan in een No Disqualification match voor het Impact World Championship.                                                                    |